# Voerladegård
Voerladegård – miasto w Danii, w regionie Jutlandia Środkowa, w gminie Skanderborg.